# ده علی (خانمیرزا)
ده علی، روستایی در دهستان خانمیرزا بخش مرکزی شهرستان خانمیرزا در استان چهارمحال و بختیاری ایران است.

## جمعیت
بر پایه سرشماری عمومی نفوس و مسکن در سال ۱۳۹۵، جمعیت این روستا برابر با ۳۰۲ نفر (۸۱ خانوار) بوده‌است.